# Takeo, Japonia

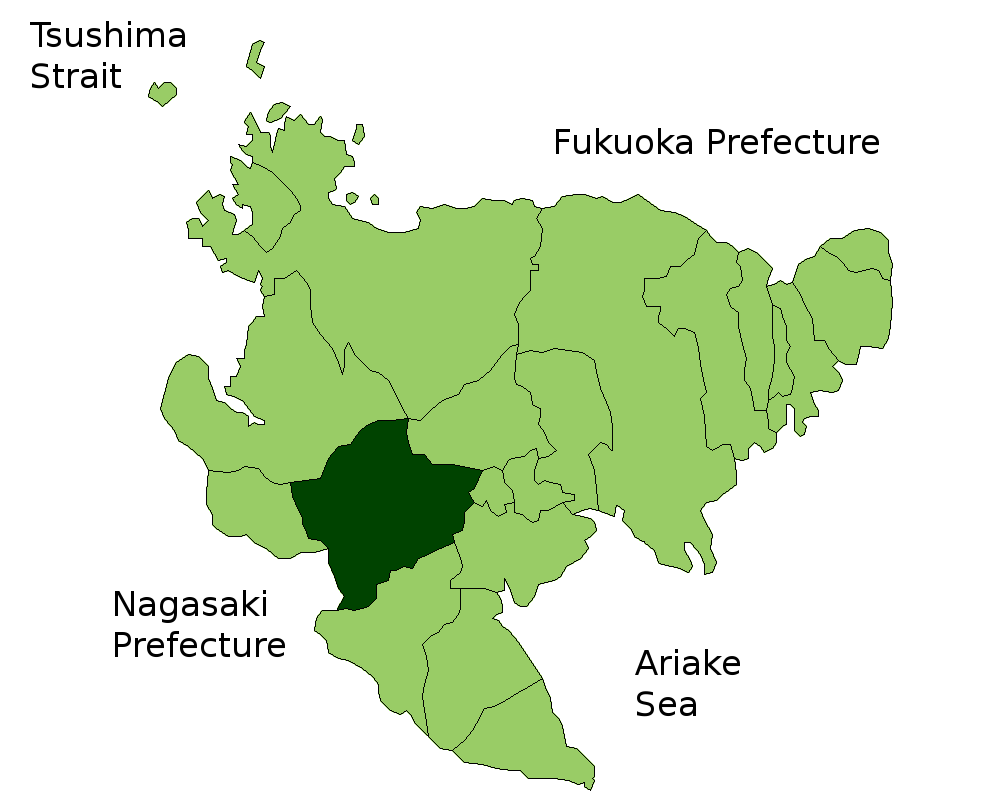

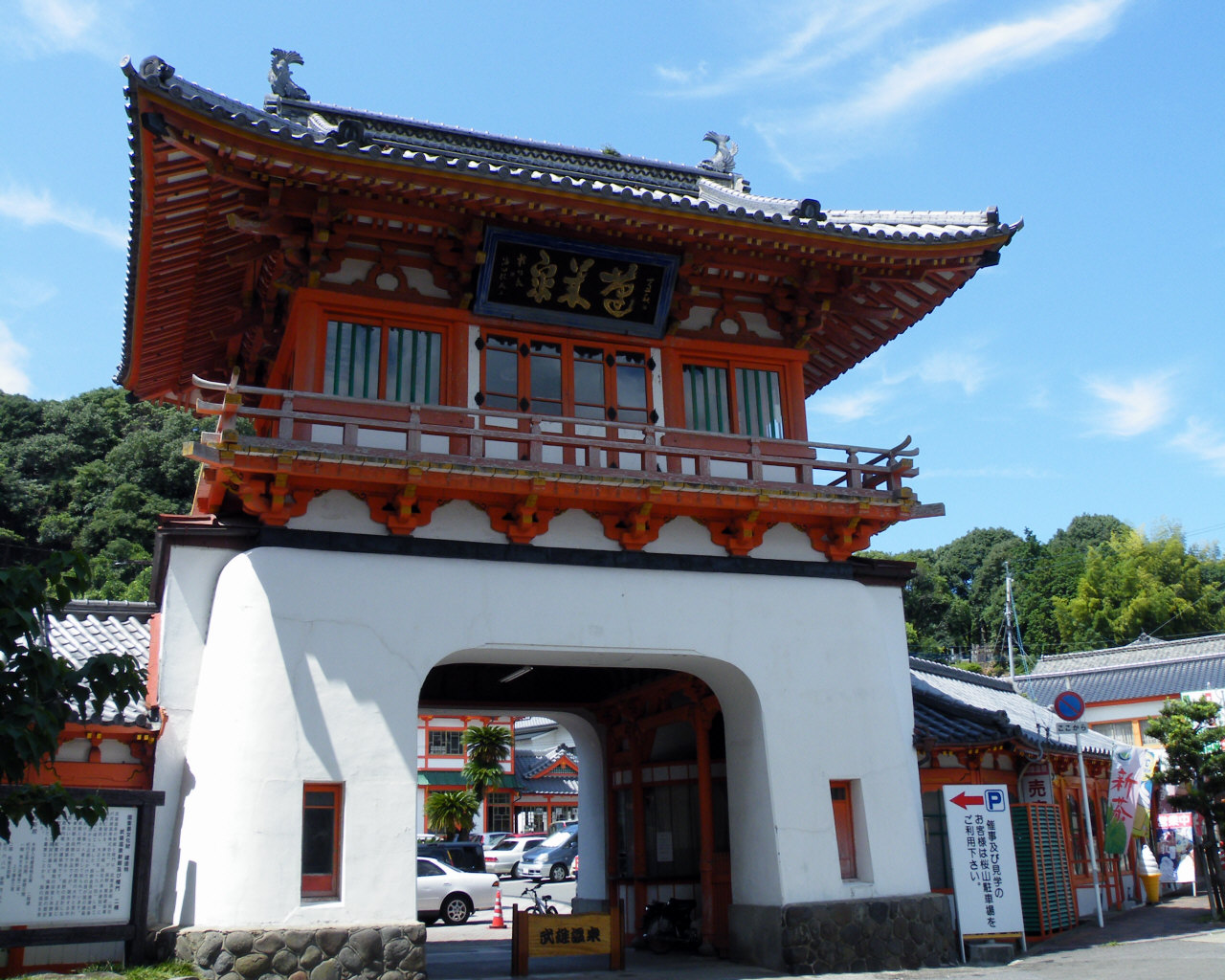
Baia termală din Takeo

Takeo (武雄市 Takeo-shi?) este un municipiu din Japonia, prefectura Saga.